# المخلوقات السماوية
المخلوقات السماوية (بالإنجليزية: Heavenly Creatures)‏ هو فيلم دراما نفسي نيوزيلندي من إخراج بيتر جاكسون وبطولة كيت وينسليت، ميلاني لينسكي، سارة بيرس، ديانا كينت وكلايف ميرراسون، صدر الفيلم في 14 أكتوبر 1994.

## روابط خارجية
المخلوقات السماوية على موقع IMDb (الإنجليزية)
- المخلوقات السماوية على موقع الموسوعة البريطانية (الإنجليزية)
- المخلوقات السماوية على موقع روتن توميتوز (الإنجليزية)
- المخلوقات السماوية على موقع نتفليكس (الإنجليزية)
- المخلوقات السماوية على موقع قاعدة بيانات الأفلام العربية
- المخلوقات السماوية على موقع ألو سيني (الفرنسية)
- المخلوقات السماوية على موقع Turner Classic Movies (الإنجليزية)
- المخلوقات السماوية على موقع أول موفي (الإنجليزية)
- المخلوقات السماوية على موقع بوكس أوفيس موجو (الإنجليزية)
- المخلوقات السماوية على موقع فيلمافينيتي (الإسبانية)